# Józef Swoboda
Józef K. Swoboda – podpułkownik piechoty Wojska Polskiego.

## Życiorys
Podczas I wojny światowej w 1915 w stopniu kapitana był dowódcą 214 batalionu Obrony Krajowej i jednocześnie pełnił funkcję komendanta miasta Krosna. U schyłku wojny był określany jako oficer armii austriackiej przeniesiony w stan spoczynku. W połowie listopada 1918 zorganizował grupę żołnierzy – rekrutowanych w Krośnie i okolicach – złożoną z kompanii krośnieńskiej, nowosądeckiej sanockiej oraz plutonu artylerii i pociągu pancernego (razem 22 oficerów i ok. 180 podoficerów i szeregowych), którzy przybyli do Sanoka; ponadto pod rozkazy Swobody podporządkował się ochotniczy oddział złożony z robotniczych borysławskich, kierowanych przez por. Machnickiego, również przybyły do Sanoka. Tam ppłk Swoboda prowadził dalszą rekrutację. Objął dowództwo nad liczącym 500 żołnierzy tzw. „Batalionem Strzelców Sanockich” (pierwotnie pod nazwą „Ochotniczy Batalion Strzelców Sanockich”. W dniu 18 listopada grupa ppłk. Swobody (wzgl. „Grupa podpułkownika Swobody”) po rozbiciu zgrupowania ukraińskiego zajęła Ustrzyki Dolne (biorąc jeńców i dwie 10-centymetrowe haubice), 20 listopada Chyrów. 24 listopada, podczas spotkania z przedstawicielami żydowskiej społeczności Ustrzyk Dolnych, zażądał od nich 300 000 koron okupu, który miał być dostarczony w przeciągu godziny. Zdaniem Swobody, miejscowi Żydzi mieli kolaborować z Ukraińcami. W przypadku odmowy zapłacenia, zagroził, że zniszczy dzielnice żydowską przy użyciu pociągu pancernego. Żydom udało się zebrać 59 337,82 koron. Informacja o żądaniu Swobody dotarła do Zygmunta Lasockiego, członka Polskiej Komisji Likwidacyjnej, który uznał ją za nielegalną. Pomimo tego, Swobodzie udało się zebrać jeszcze dodatkowych 90 000 koron. Akcji wojskowej pod dowództwem ppłk. Swobody (nazywanej wówczas „ekspedycją”) przypisano oczyszczenie z Ukraińców linii kolejowej Sanok-Chyrów-Przemyśl. Po zajęciu Felsztyna grupa podpułkownika wpadła w zasadzkę, odniosła straty, a rzekoma nieostrożność dowódcy skutkowała nieposłuszeństwem podkomendnych, zaś sam Swoboda zachorował, po czym w Chyrowie dowództwo przejął ppłk Bielecki.
Był autorem artykułu pt. Relacja z wyprawy na Chyrów w listopadzie 1918.